# Брайтенбург
Брайтенбург (нем. Breitenburg) — община в Германии, в земле Шлезвиг-Гольштейн. 
Входит в состав района Штайнбург. Подчиняется управлению Брайтенбург.  Население составляет 1020 человек (на 31 декабря 2010 года). Занимает площадь 10,49 км².